# 섀넌 바키
섀넌 디앤 바키(영어: Shannon Deanne Bahrke, 1980년 11월 7일~)는 미국의 전직 프리스타일 스키 선수로 주 종목은 모굴이다. 2002년 동계 올림픽 여자 모굴 은메달, 2010년 동계 올림픽에서 여자 모굴 동메달을 획득했으며 세계 선수권 대회에서 은메달 1개, 동메달 1개를 획득했다.